# Rataje (okres Benešov)
Rataje (Duits: Rattey of Rattey bei Flesching) is een Tsjechische gemeente in de regio Midden-Bohemen, en maakt deel uit van het district Benešov. Het dorp ligt op 6 kilometer afstand van de stad Vlašim.
Rataje telt 170 inwoners (2025).

## Geografie
In Rataje is een vijver genaamd Na dolině.

## Geschiedenis
De eerste schriftelijke vermelding van het dorp dateert van 1395.
Sinds 1960 maakt Rataje volledig deel uit van het district Benešov. Op de vlag en het wapen van de gemeente staat de dorpskapel afgebeeld.

## Verkeer en vervoer

### Autowegen
Rataje is te bereiken via diverse regionale wegen. 

### Spoorlijnen
Er is geen station in de gemeente. Het dichtstbijzijnde station is in Vlašim, op zo'n zeven kilometer afstand. Dat station ligt aan de spoorlijn van Benešov naar Vlašim.

### Buslijnen
Er is één bushalte in de gemeente:
| Halte           | Lijn(en) | Traject(en)     | Vervoerder(s) |
| --------------- | -------- | --------------- | ------------- |
| Rataje, Rataje  | 792      | Rataje - Vlašim | CŠAD Benešov  |
| Rataje, Rozchod | 792      | Rataje - Vlašim | CŠAD Benešov  |

### Wandelroutes
De volgende wandelroute loopt door de gemeente:
- Groen: Vlašim - Trhový Štěpánov

## Bezienswaardigheden
- Sint-Johannes van Nepomukkapel, met binnenin een schaalmodel van de hand van de lokale houtsnijder František Kupsa, van de berg Velký Blaník (Duits: Großer Planick), voorzien van ridderfiguren;
- Monument voor de gevallenen in de Eerste Wereldoorlog;
- Kruisbeeld voor huis nummer 17, daterend van 1874.

## Galerij

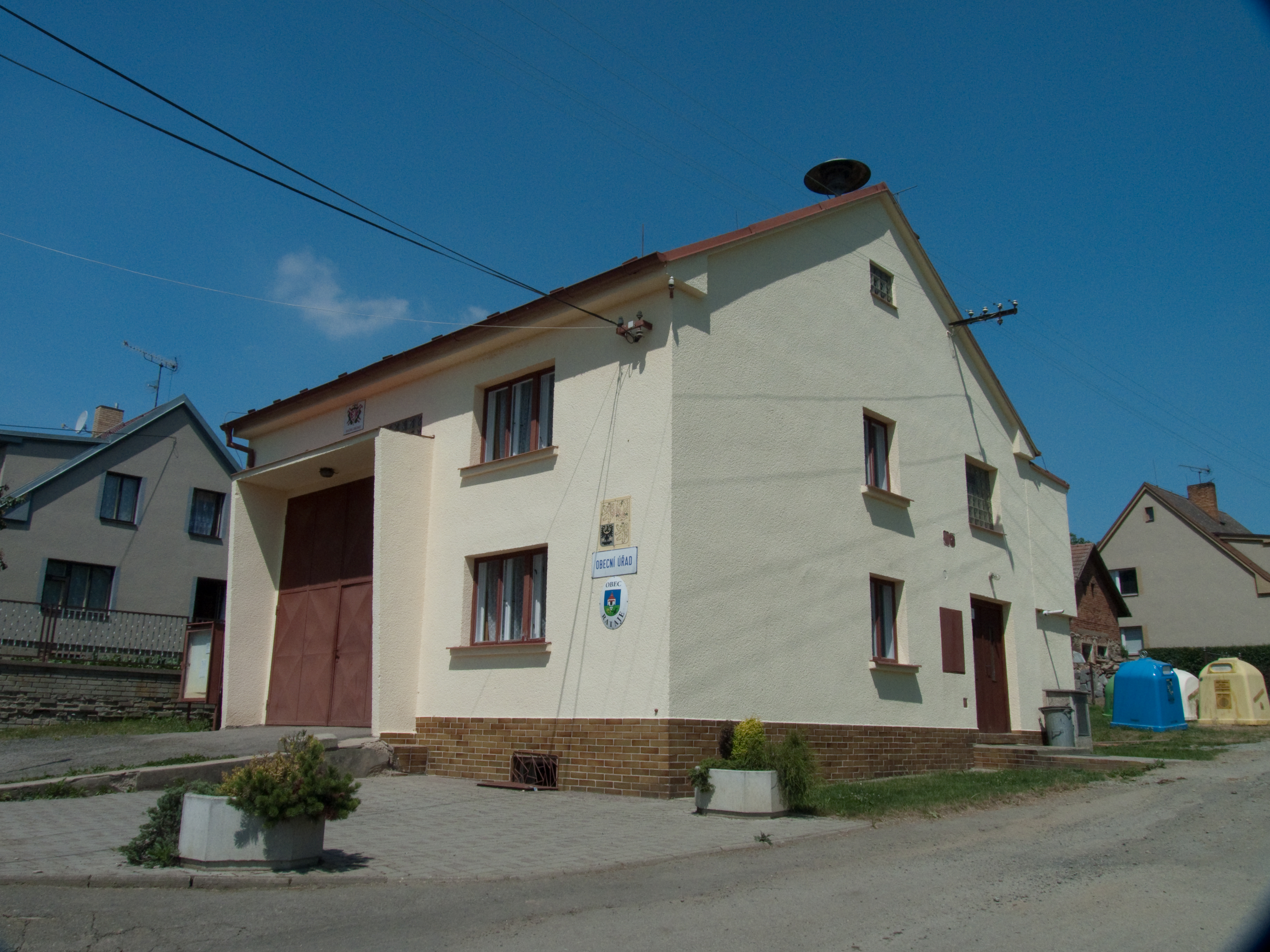
Gemeentehuis (2010)
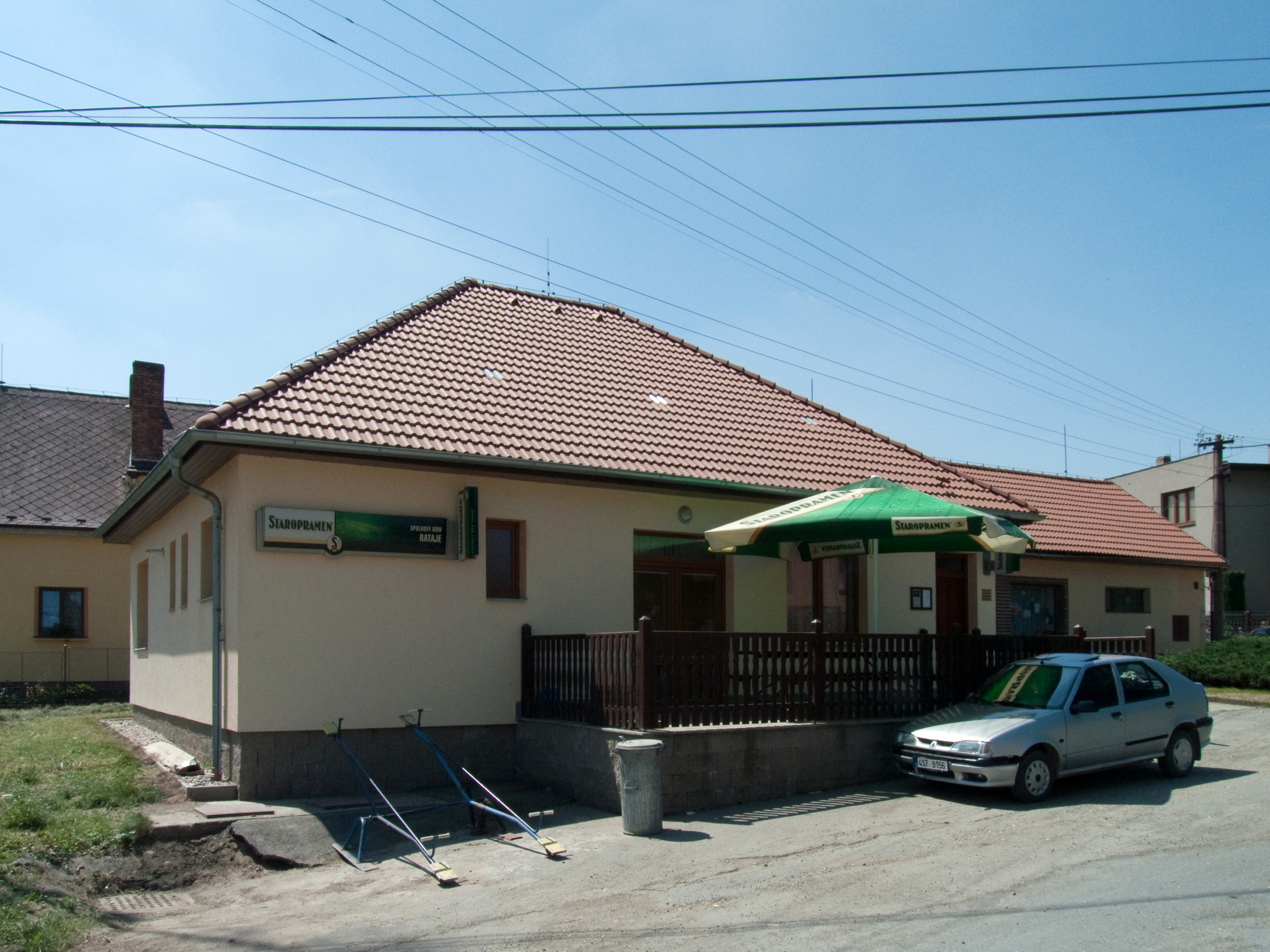
Buurthuis (2010)
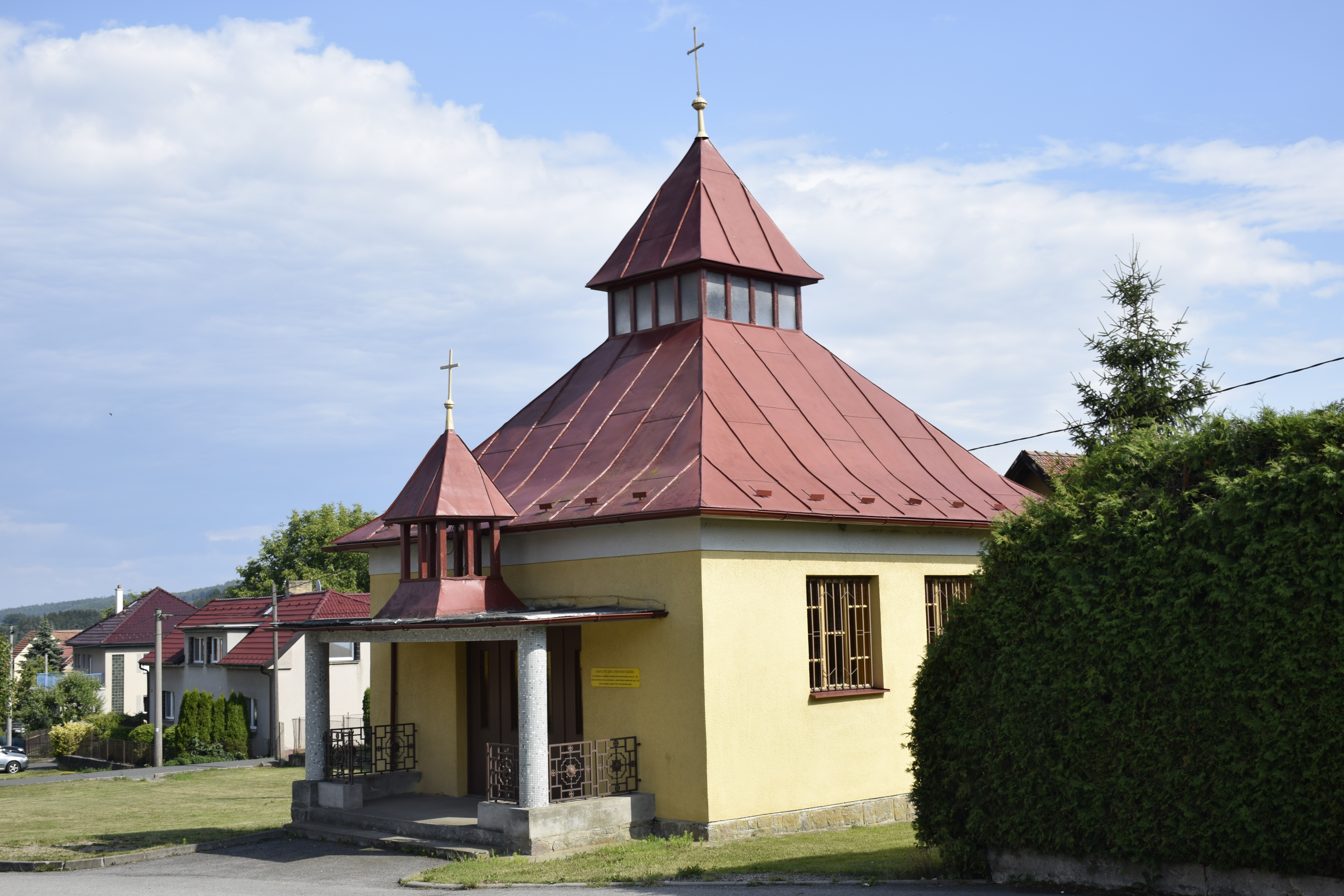
Sint-Johannes van Nepomukkapel (2019)
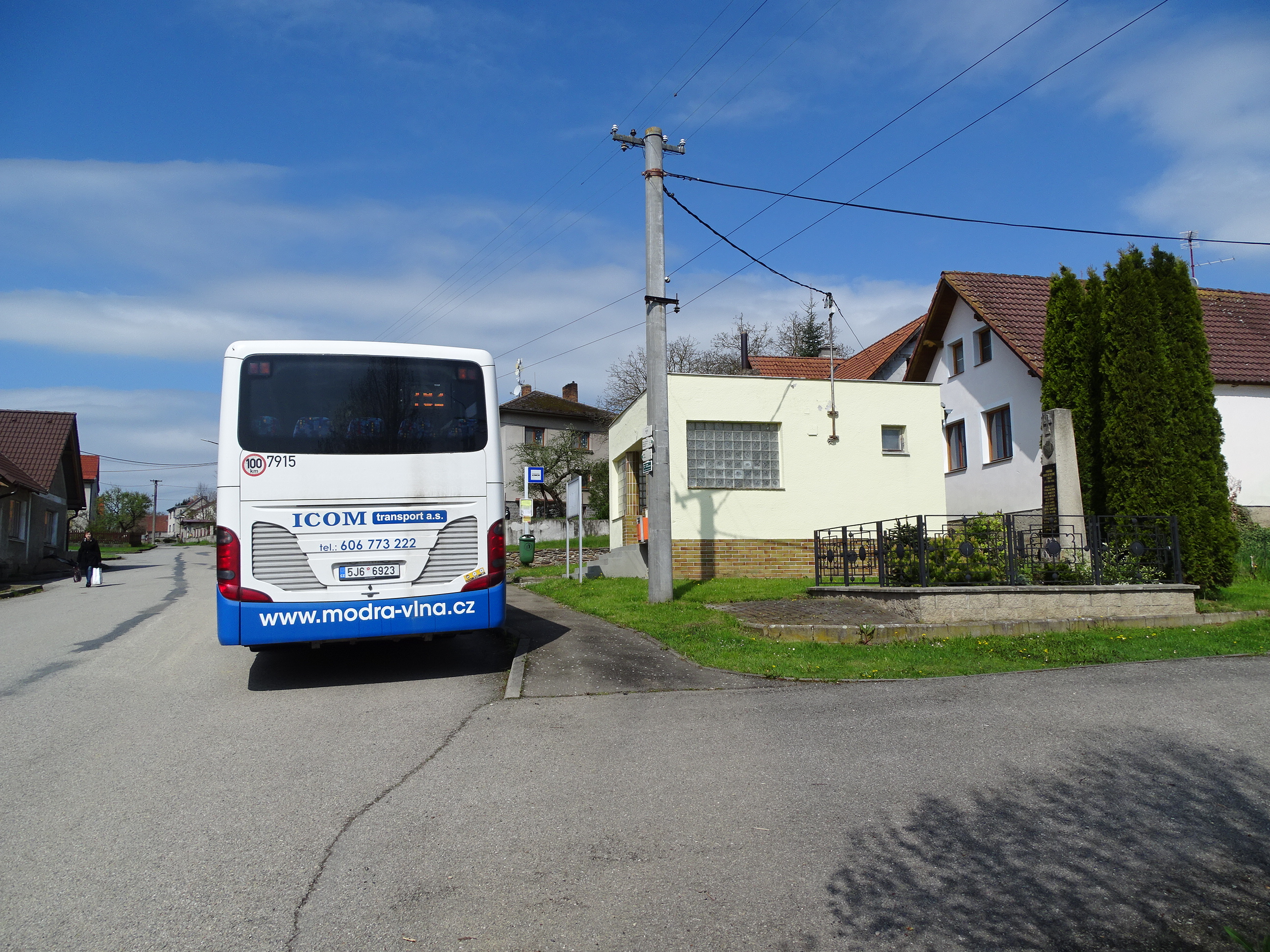
Bushalte met bus (2019)
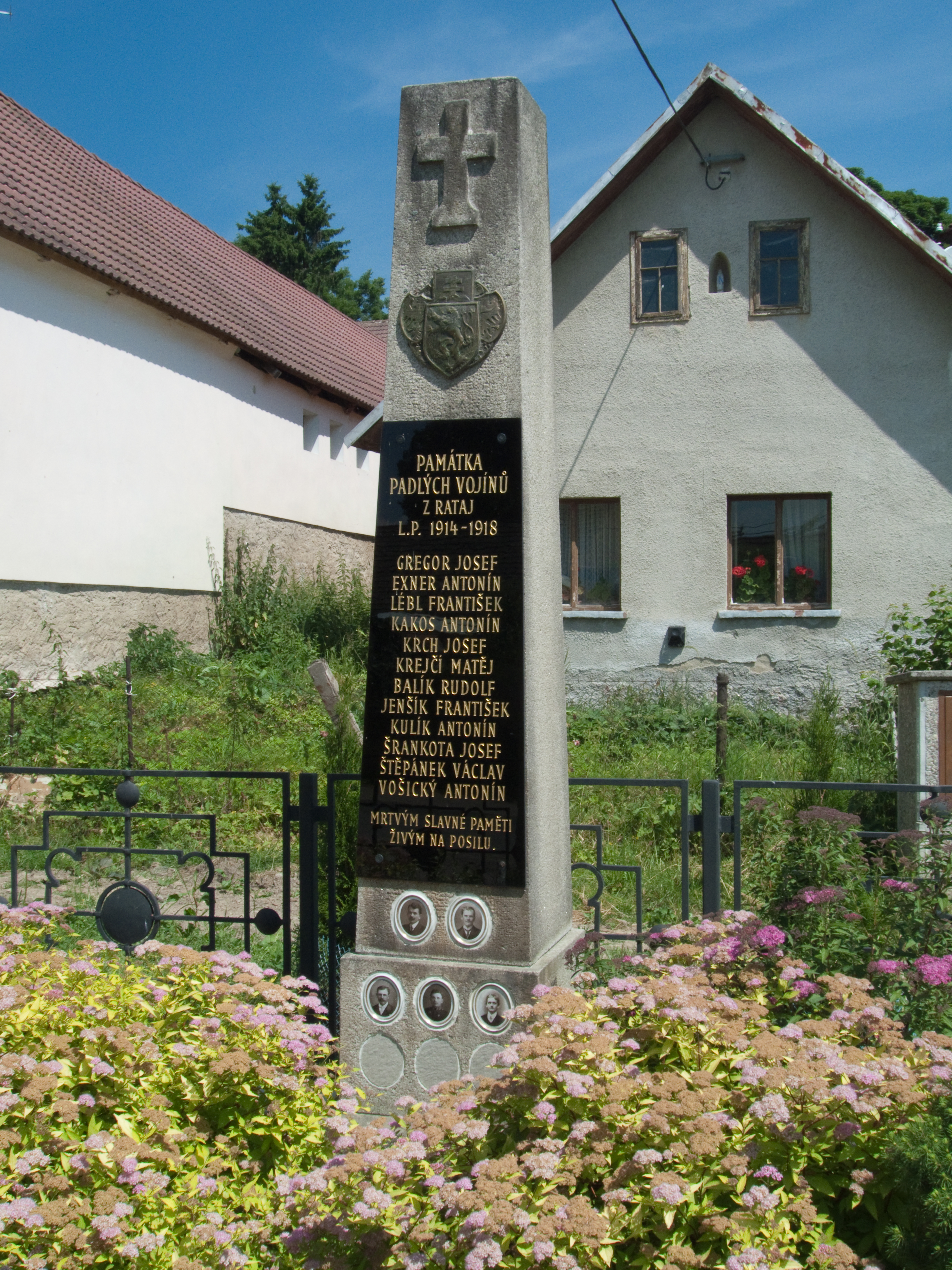
Oorlogsmonument (2010)
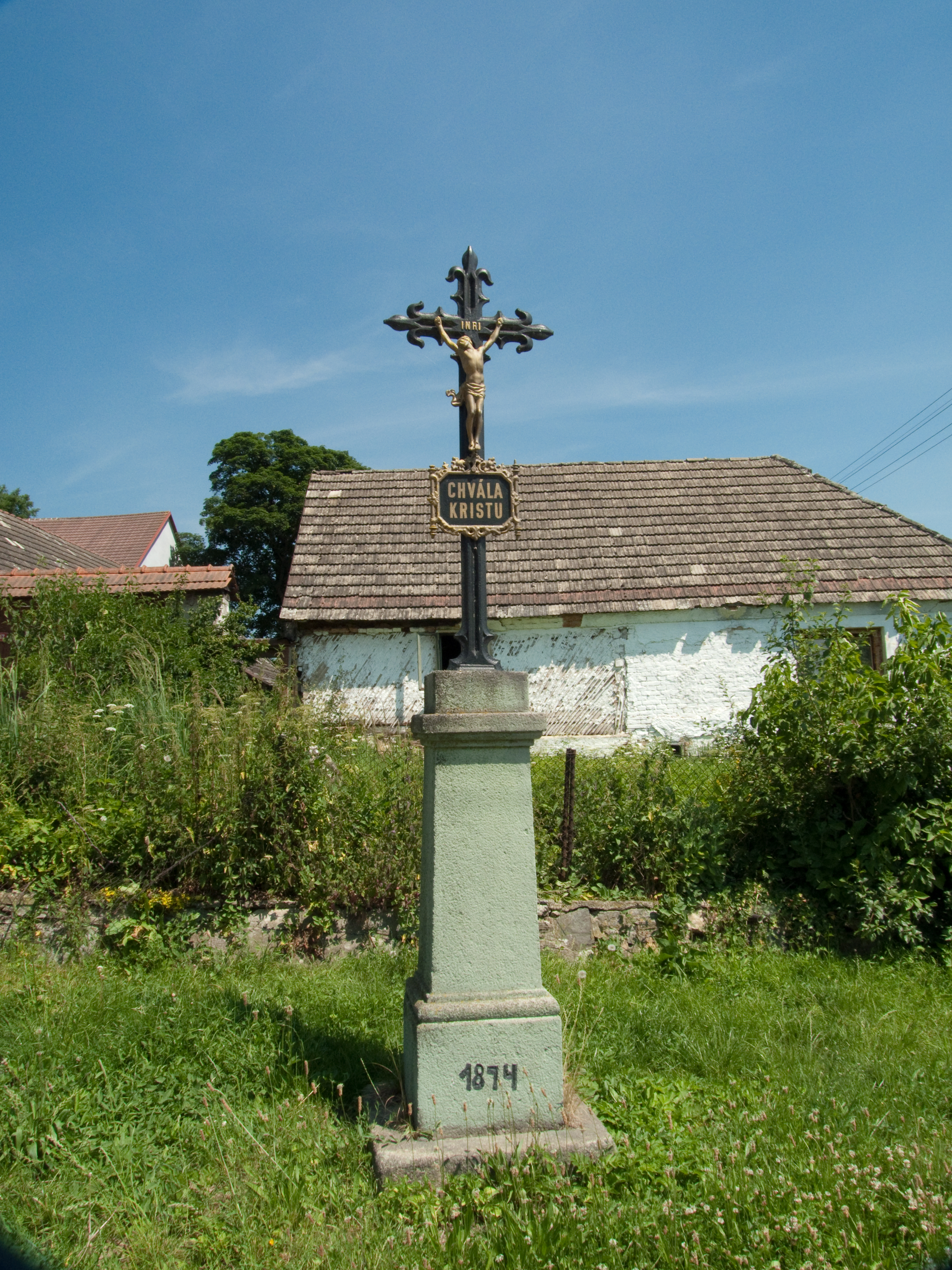
Kruisbeeld (2010)